# GeForce 8
La serie GeForce 8 è l'ottava generazione di schede video a marchio NVIDIA. Sono state pubblicate nel novembre del 2006.
La loro principale caratteristica è di avere il pieno supporto alle API DirectX 10, infatti sono le prime schede video che supportano lo shader model 4.0 introdotto con questa versione delle DirectX.
Ne sono derivate da questa serie le schede: 8400GS - 8600GS - 8800GT - 8800GTS - 8800GTX - 8800Ultra. Queste schede hanno rappresentato (fino all'uscita del chip GTX200) la fascia alta (8800GT e GTS) e massima (8800GTX - 8800Ultra). Queste ultime 2 supportano anche la tecnologia 3-way SLI, cioè l'installazione di 3 schede video collegate tra loro in un unico computer.

## Elenco schede

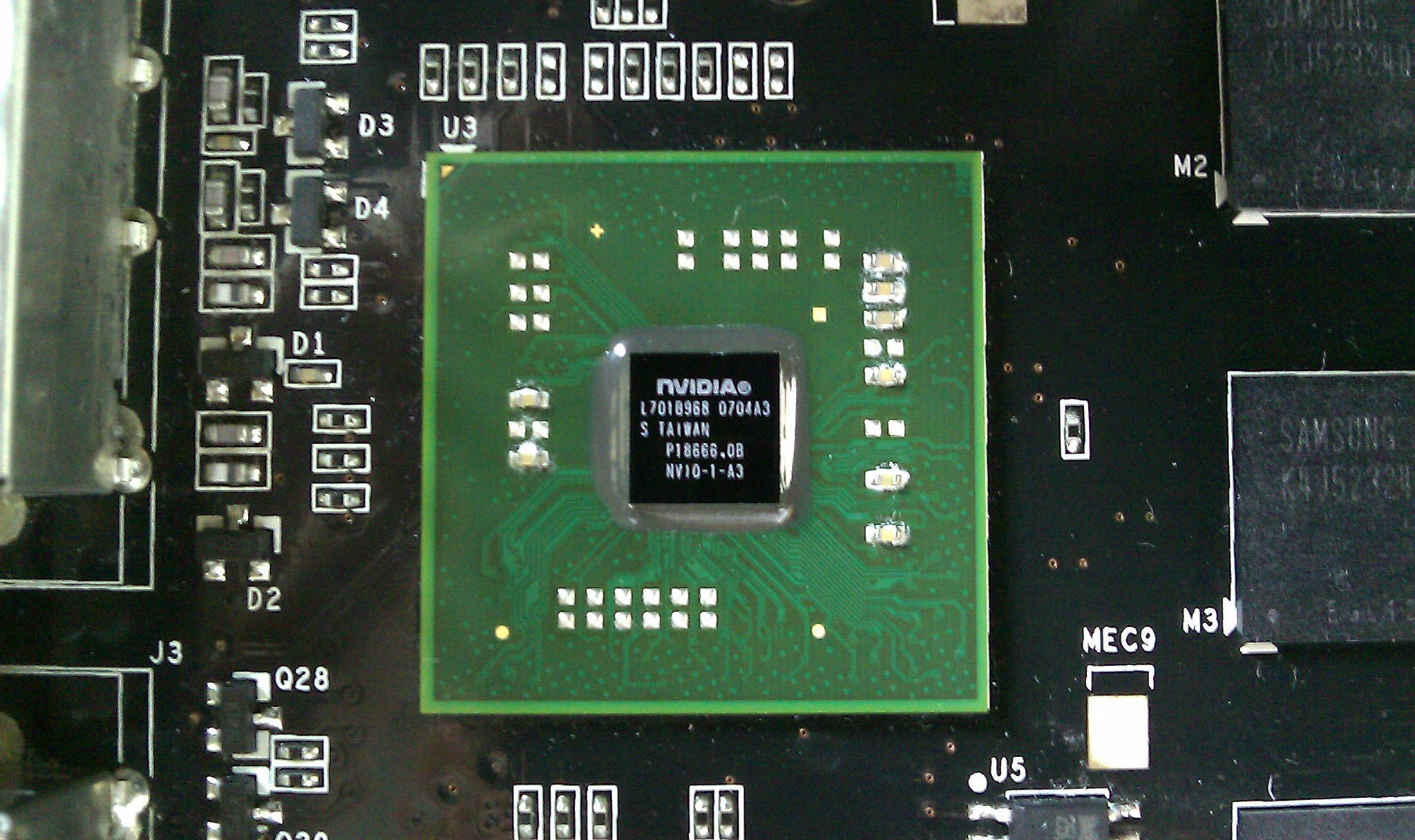
NVIDIA NVIO-1-A3

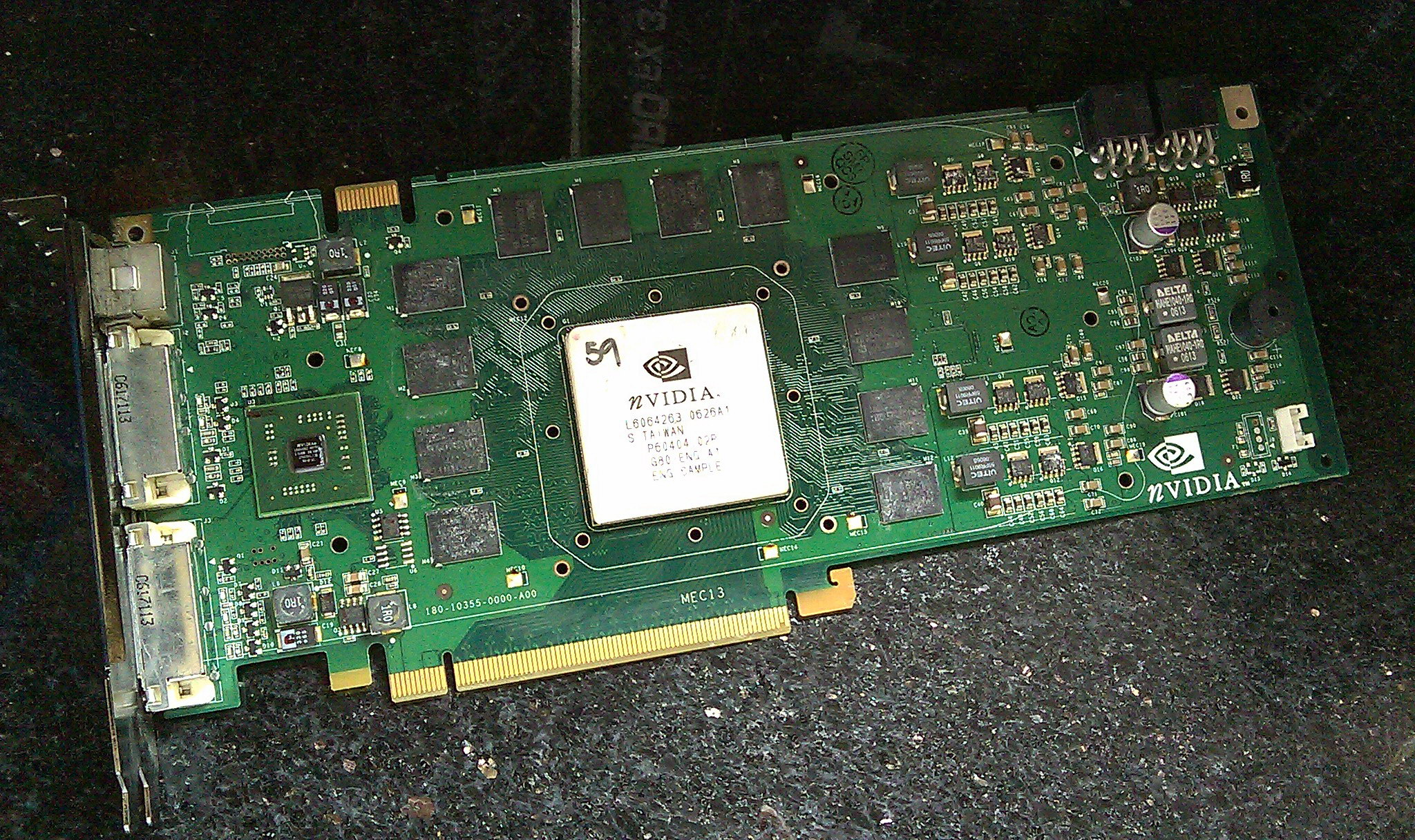
NVIDIA GeForce 8800 GTX

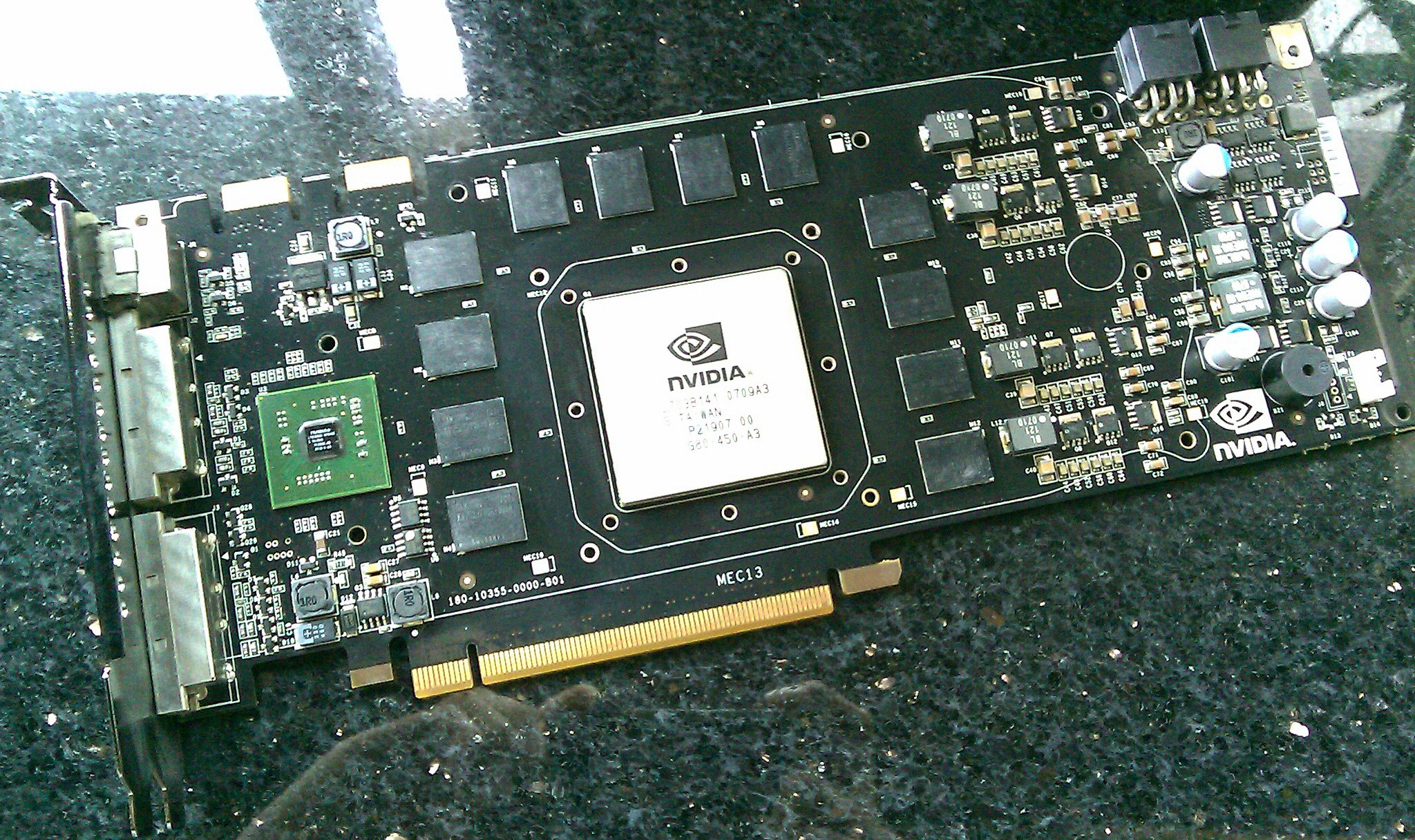
NVIDIA GeForce 8800 Ultra

La gamma è composta dalle seguenti schede:
- GeForce 8800 Ultra da 768MB -> G80 90nm
- GeForce 8800 GTX da 768MB -> G80 90nm
- GeForce 8800 GT da 512MB o 1GB -> G92 65nm
- GeForce 8800 GTS da 640MB o 320MB -> G80 90nm
- GeForce 8800 GTS da 512MB -> G92 65nm
- GeForce 8600 GTS da 512MB o 256MB -> G84 80nm
- GeForce 8600 GT da 256MB -> G84 80nm
- GeForce 8500 GT da 256MB o 512MB -> G86 80nm
- GeForce 8400 GS da 256MB -> G86 80nm

|                                      | GeForce 7900 GTX | GeForce 8500 GT   | GeForce 8600 GT   | GeForce 8600 GTS  | GeForce 8800 GT    | GeForce 8800 Ultra | Radeon HD 2900 XT                   |
| ------------------------------------ | ---------------- | ----------------- | ----------------- | ----------------- | ------------------ | ------------------ | ----------------------------------- |
| Transistor                           | 278 milioni      | 210 milioni       | 289 milioni       | 289 milioni       | 754 milioni        | 700 milioni        | 700 milioni                         |
| Tecnologia                           | 90 nm            | 80 nm             | 80 nm             | 80 nm             | 65 nm              | 90 nm              | 80nm                                |
| Area Die                             | 196 mm²          | 132 mm²           | 169 mm²           | 169 mm²           | 324 mm²            | 425 mm²            | 480 mm²                             |
| Clock del core                       | 650 MHz          | 450 MHz           | 540 MHz           | 675 MHz           | 600 MHz            | 612 MHz            | 742 MHz                             |
| Shader clock                         | 650 (700) MHz    | 900 MHz           | 1.18 GHz          | 1.45 GHz          | 1.5 GHz            | 1.5 GHz            | 1.65 GHz                            |
| Numero di Shader Processing units    | 24 + (8)         | 16                | 32                | 32                | 112                | 128                | 320                                 |
| Numero di ROPs                       | 16               | 4                 | 8                 | 8                 | 16                 | 24                 | 16                                  |
| Numero di TMUs                       | 24               | 8                 | 16                | 16                | ???                | 16                 | 32                                  |
| Banda (theoretical)                  | 10.4 Gigapixel/s | 1.8 Gigapixel/s   | 4.3 Gigapixel/s   | 5.4 Gigapixel/s   | 5.7 Gigapixel/s    | 11.9 Gigapixel/s   | 14.7 Gigapixel/s                    |
| Peak texture fill-rate (theoretical) | 15.6 Gigatexel/s | 3.6 Gigatexel/s   | 8.6 Gigatexel/s   | 10.8 Gigatexel/s  | ???                | 11.9 Gigatexel/s   | 39.2 Gigatexel/s                    |
| Video-block                          | Purevideo 1      | Video Processor 2 | Video Processor 2 | Video Processor 2 | Video Processor 2  | Video Processor 1  | UVD                                 |
| On-board memory interface            | 256 (4*64-bit)   | 128 (2*64-bit)    | 128 (2*64-bit)    | 128 (2*64-bit)    | 256 bit (4*64-bit) | 384 (6*64-bit)     | 512 (8*64-bit)                      |
| Clock memoria                        | 1.6 GHz GDDR3    | 800 MHz GDDR2     | 1.4 GHz GDDR3     | 2.0 GHz GDDR3     | 1.8 GHz GDDR3      | 2.16 GHz GDDR3     | 1.65 GHz GDDR3 2.0 GHz GDDR4        |
| Peak memory bandwidth                | 51.2 GB/s        | 12.8 GB/s         | 22.4 GB/s         | 32.0 GB/s         | ???                | 103.7 GB/s         | 105.6 GB/s (GDDR3) 128 GB/s (GDDR4) |